# Kalliosaari (ö i Norra Savolax, Varkaus, lat 62,53, long 27,63)
Kalliosaari är en ö i Finland. Den ligger i sjön Särkijärvi och i kommunen Leppävirta i den ekonomiska regionen  Varkaus ekonomiska region  och landskapet Norra Savolax, i den centrala delen av landet, 300 km nordost om huvudstaden Helsingfors. Öns area är 0,6 hektar och dess största längd är 140 meter i sydöst-nordvästlig riktning.